# Los Molinos
Los Molinos – miasto w Hiszpanii we wspólnocie autonomicznej Madryt, 52 km od Madrytu, w pobliżu przebiegu autostrady A-6. W Los Molinos znajduje się również stacja kolei podmiejskiej Cercanías Madrid na linii . Połączenie z Madrytem zapewniają także dwie linie autobusowe nr 684 i 688.

## Atrakcje turystyczne
- Plaza de España
- Fuente del León
- Virgen del Espino